# Phylloscopus tytleri
El mosquitero de Tytler (Phylloscopus tytleri) es una especie de ave paseriforme de la familia Phylloscopidae propia de Asia.
Su nombre conmemora al naturalista británico Robert Christopher Tytler.

## Descripción

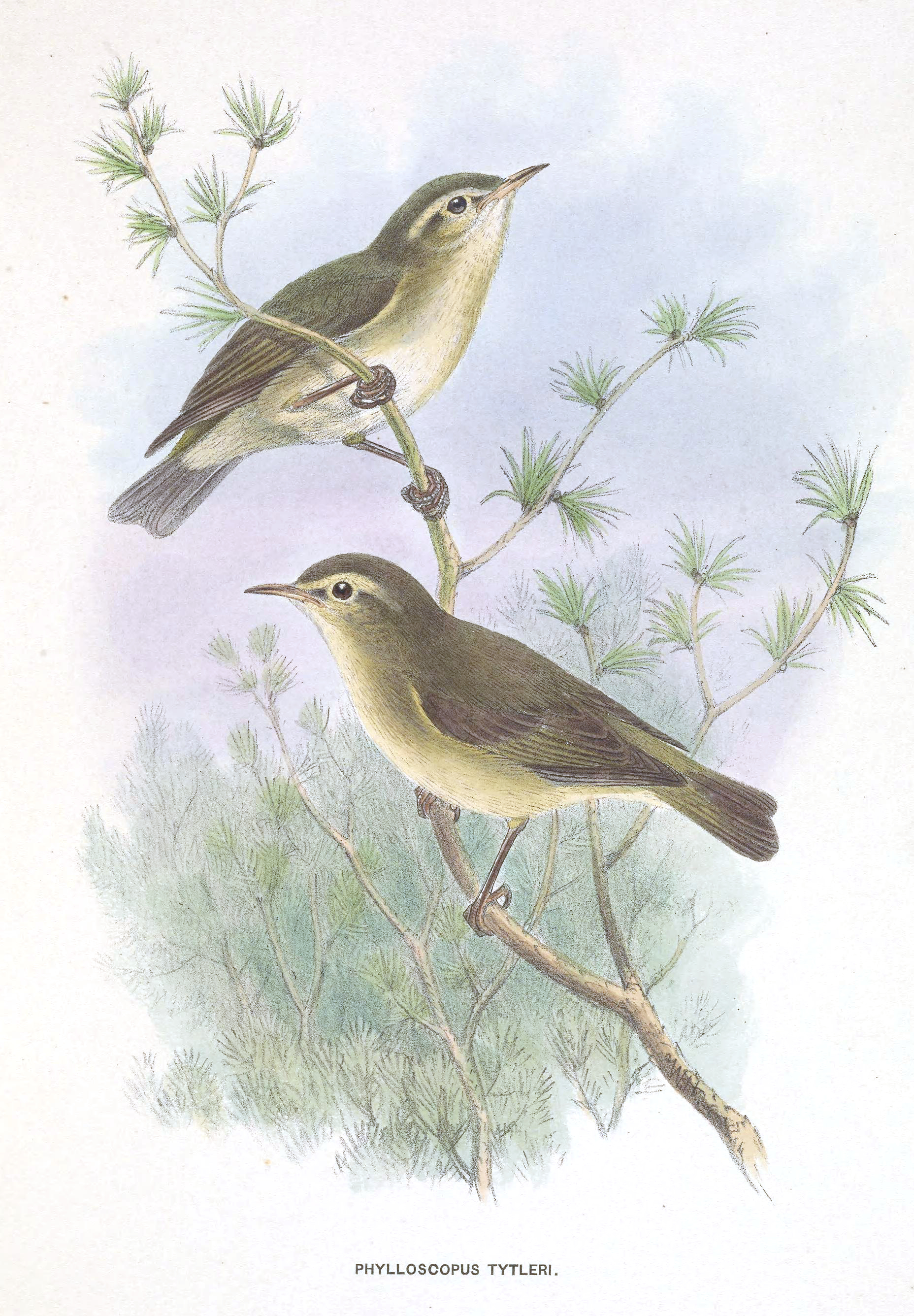
Ilustración

En especímenes de museo, el pico es fino y presenta un surco que cruza las narinas. Presenta algunas cerdas cortas en la base del pico y el resto de plumaje de esta zona también es corto, lo que le da un perfil apuntado. La mandíbula inferior no es de color carne en tytleri como en la mayor parte de trochiloides y no es negra como en Phylloscopus collybita tristis. No tienen listas en las alas.

## Distribución y hábitat
Se encuentra en Afganistán, Pakistán, Nepal, y la India. Migra a través de los Himalayas occidentales para pasar el invierno en India al sur, particularmente en los Ghats occidentales y el Nilgiris.
Su hábitat natural son los boques montanos tropicales y subtropicales. Está amenazado por la pérdida de hábitat. Cría en la región noroeste del Himalaya y se sospecha que también se reproduce en el Garhwal y la región de Kumaon.